# DN59
De DN59 (Drum Național 59 of Nationale weg 59) is een weg in Roemenië. Hij loopt van Timișoara via Deta en Moravița naar Servië. De weg is 64 kilometer lang.

## Europese wegen
De volgende Europese weg loopt met de DN59 mee:
- Timișoara - Servië